# Jim Henson Company Lot

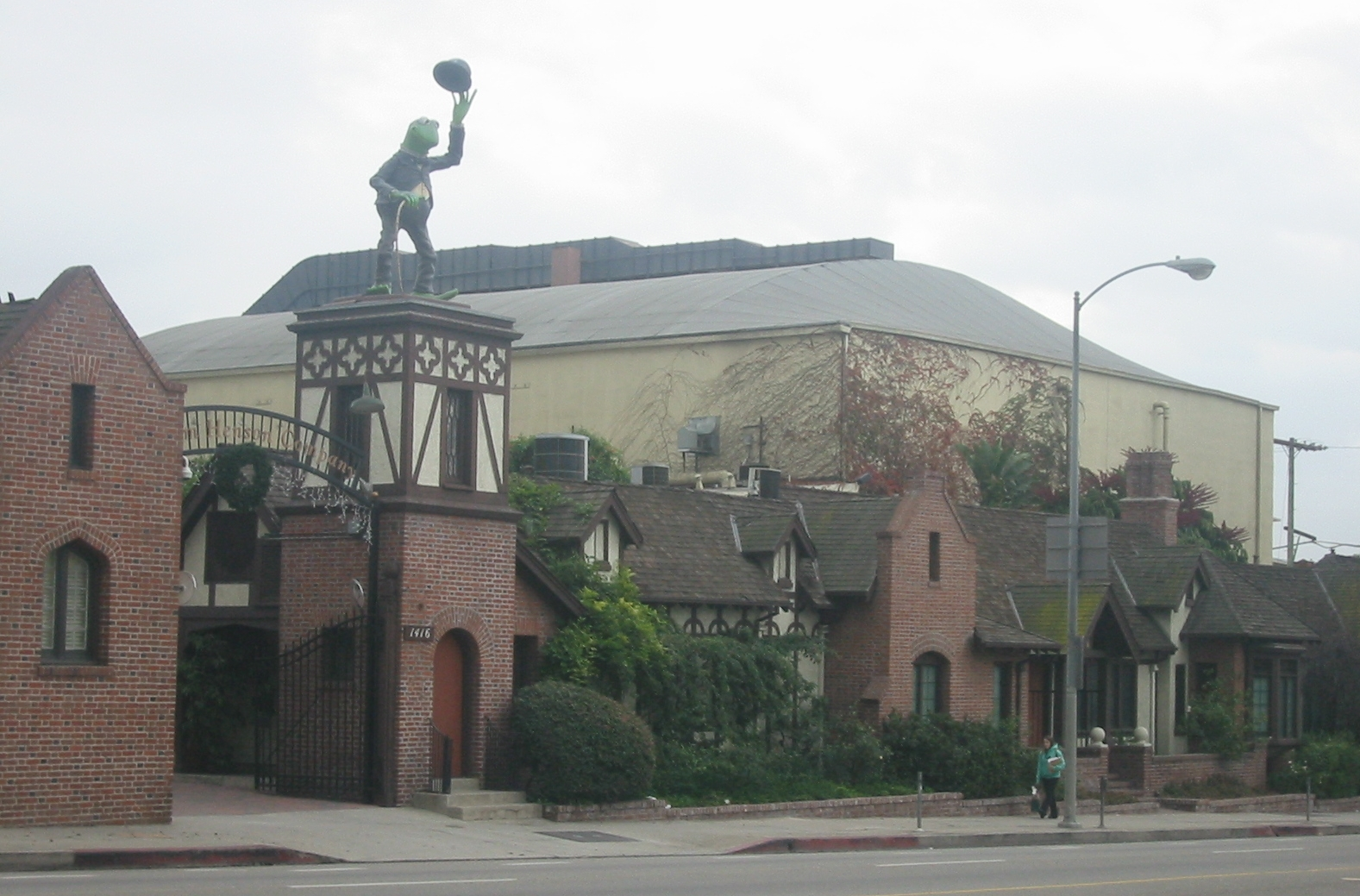
Studions huvudingång, 2006.

Jim Henson Company Lot (tidigare kallad A&M Studios och ursprungligen Charlie Chaplin Studios) är en inspelningsstudio både för musik och film på hörnet av La Brea Avenue och Sunset Boulevard i Hollywood, Los Angeles. 
Byggnaden uppfördes mellan 1917 och 1919 av den brittiska skådespelaren och komikern Charlie Chaplin, och var i hans ägo fram till 1953 då den såldes. Chaplins filmer Chaplins pojke, Guldfeber, Stadens ljus, Moderna tider, Diktatorn, Monsieur Verdoux och Rampljus är alla inspelade vid studion, liksom TV-serierna Adventures of Superman och Perry Mason. 1966 köpte Herb Alpert och Jerry Moss byggnaden för deras skivbolag A&M Records.
År 1999 köptes byggnaden av Jim Hensons barn för att användas som huvudkontor för The Jim Henson Company och arbetet med Mupparna. År 2024 köpte musikern John Mayer byggnaden.
1969 blev byggnaden utsedd till en kulturhistorisk viktig byggnad.

## Henson Recording Studios
Henson Recording Studios är en inspelningsstudio som ligger inom Jim Henson Company Lot. Studion består av fyra studiorum och ett mixingrum.

### Ett urval av artister och band som har spelat in i studion
- Alice in Chains
- Carole King
- Herb Alpert's Tijuana Brass
- John Lennon
- Joni Mitchell
- The Carpenters
- The Offspring
- USA for Africa
- Van Halen